# 松江市立第四中学校
松江市立第四中学校（まつえしりつ だいよんちゅうがっこう）は、島根県松江市西津田十丁目にある公立中学校。

## 校区
- 校区は、津田小学校、古志原小学校の通学区域となっている。

## 沿革
- 1947年（昭和22年）4月1日 - 設立。

## 部活動
運動系
野球部
サッカー部
陸上部
バスケットボール部
テニス部
バレー部
卓球部
剣道部
柔道部
文化系
吹奏楽部
美術部
科学部
ハンドメイド部
書道部

## 卒業生
- 加賀爪タッド(音楽プロデューサー、ボーカリスト、ギタリスト、作詞作曲家、編曲家)